# Raimundo Artur de Vasconcelos
Raimundo Artur de Vasconcelos (Barras, 29 de março de 1866 — Rio de Janeiro, 31 de outubro de 1922) foi um engenheiro e político brasileiro.

## Biografia
Entrou no Exército em 1883 e chegou a coronel e foi reformado como general; bacharel em matemática, ciências físicas e naturais. De 1894 a 1896 foi deputado federal, eleito governador do Piauí, pelo voto direto, o qual exerceu o mandato de 1 de julho de 1896 a 30 de junho de 1900 e seguida foi novamente eleito deputado federal, cargo o qual renunciou. E de 1904 a 1908 foi senador pelo Piauí.
Quando governador sancionou a lei 144, de 08 de julho de 1897, elevando a Vila da Colônia a categoria de cidade, redenominada para Floriano, em panegírico ao “Marechal de Ferro” Floriano Peixoto.